# Kivuiops elouardi
Kivuiops elouardi is een haft uit de familie Baetidae. De wetenschappelijke naam van de soort is voor het eerst geldig gepubliceerd in 1989 door Gillies.
De soort komt voor in het Afrotropisch gebied.